# Classe Al Wafi
Le navi della classe Al Wafi sono una serie di Motocannoniere che hanno prestato servizio presso la marina omanita dal 1977 al 1995.

## Storia

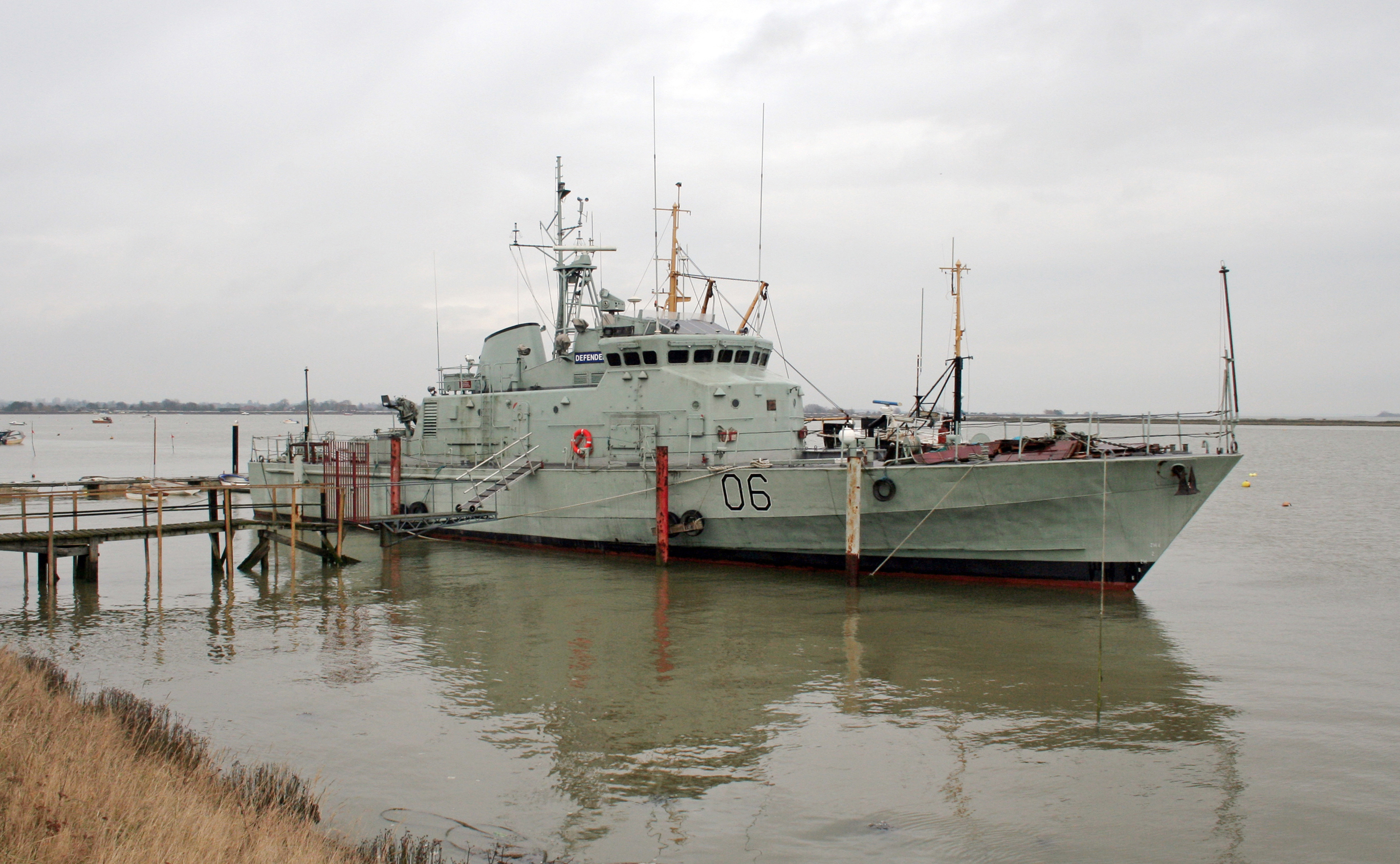
La B6 Al Mujaheed ridenominata Defender ancorata a Heybridge Basin, nell'Essex.

Nell'aprile 1974 la Al-Bahriyya al-Malikiyya al-‘Umāniyya ordinò presso il cantiere navale Brooke Marine di Lowestoft, in Gran Bretagna, quattro ulteriori pattugliatori da 37,5 m, derivati dalla precedente classe Classe Al Bushra, armati  con un cannone d.s Oto-Melara Compatto cal.76/62 e un cannone Oerlikon GAM-B01 cal.20/70 mm. Le quattro unità, B-4 Al Wafi, B-5 Al Fulk, B-6 Al Mujaheed e B-7 Al Jabbar, sono state consegnate tra il marzo e l'ottobre 1977.

## Caratteristiche tecniche

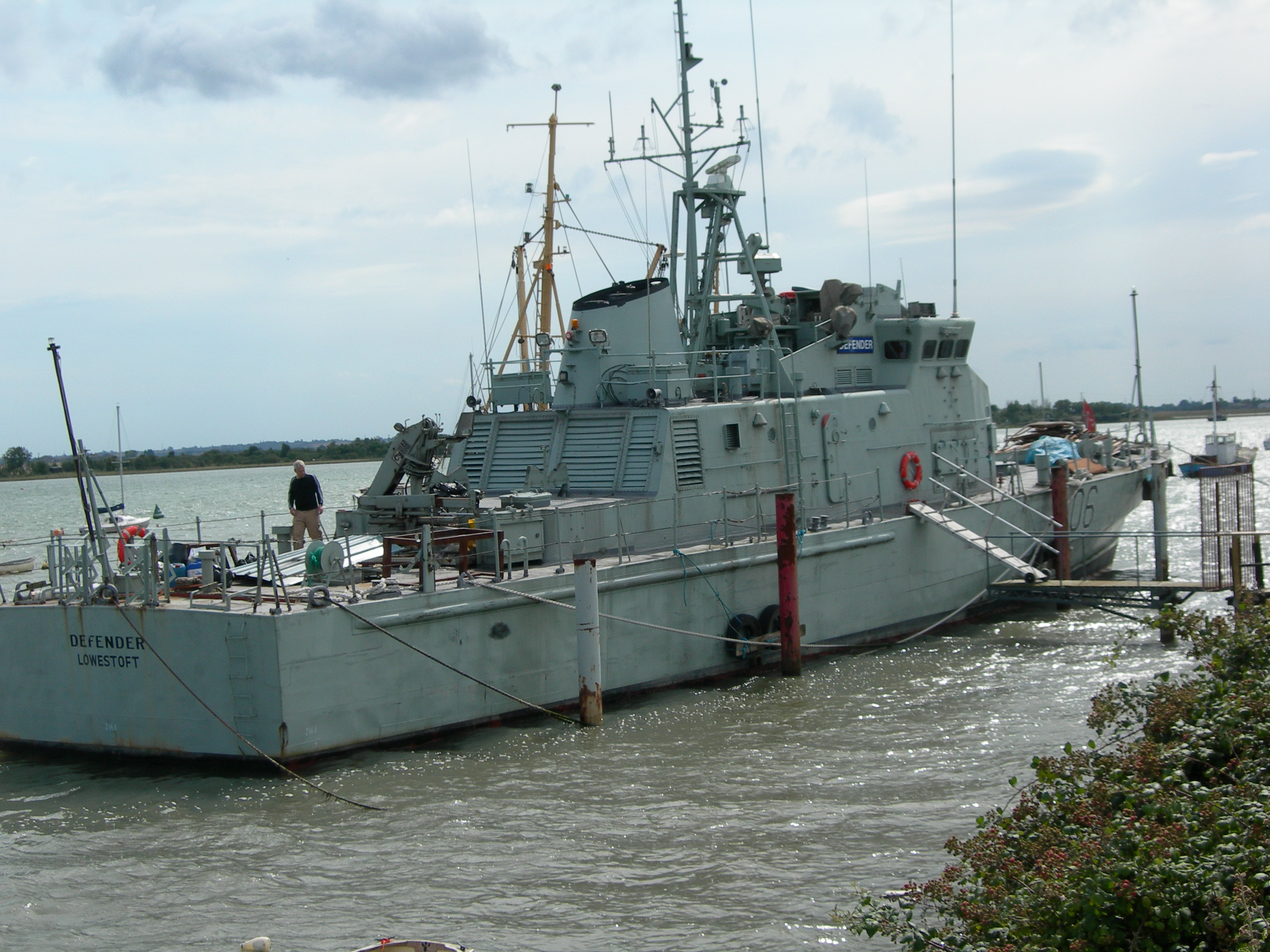
La B6 Al Mujaheed ridenominata Defender vista di poppa ancorata a Maldon, nell'Essex.

Si trattava di unità con un dislocamento a pieno carico di 166 tonnellate, lunghe 37,5 m, larghe 6,86 m. L'apparato propulsivo e di tipo CODELOD è costituito da due motori diesel Paxman Ventura 16RP200 eroganti complessivamente una potenza di 4.800 hp.  La velocità massima raggiungibile era pari a 25 nodi.
L’armamento installato era costituito da un cannone Oto-Melara Compatto cal.76/62 mm, un cannone Oerlikon GAM-B01 cal.20/70 mm, e due mitragliatrici cal.7,62 mm.  La dotazione elettronica comprendeva un radar di navigazione Decca 1226 o 1229 e un sistema di controllo del tiro Sperry Sea Archer.

## Impiego operativo
Tutte le quattro unità hanno operato dalla base navale di Mascate fino alla loro radiazione, avvenuta nel 1995. La B-6 Al Mujaheed fu conservata fino al 2001, quando venne regalata alla città di Lowestoft, al fine di essere conservata come nave museo, in segno di riconoscimento per ciò che la città aveva fatto per la costituzione della marina dell'Oman. Ridenominata Defender conserva il distintivo ottico B6. Nel 2003 la Marine Survey eseguì una ricognizione completa sull'imbarcazione, arrivando alla conclusione che i lavori di riattamento erano antieconomici. Nel 2007 venne deciso di donarla alla Maldon Sea Cadet’s Unit al fine che divenisse il loro quartier generale, ma ciò non si realizzò e nel 2011 fu venduta al signor Chris Enmarch.

## Unità
| N° | Nome        | Cantiere                 | Impostazione | Varo | Ingresso in servizio | Radiazione       |
| -- | ----------- | ------------------------ | ------------ | ---- | -------------------- | ---------------- |
| B4 | Al Wafi     | Broke Marine, Lowestoft  |              |      | 24/03/1977           | radiata nel 1995 |
| B5 | Al Fulk     | Brooke Marine, Lowestoft |              |      | 24/03/1977           | radiata nel 1995 |
| B6 | Al Mujaheed | Brooke Marine, Lowestoft |              |      | 20/07/1977           | radiata nel 1995 |
| B3 | Al Jabbar   | Brooke Marine, Lowestoft |              |      | 06/10/1977           | radiata nel 1995 |

### Fonti
1. 1 2 3 4 5 6 7 8  Navypedia.
2. ↑  Cordesman 2018, p. 191.